# Çankırı (provincie)

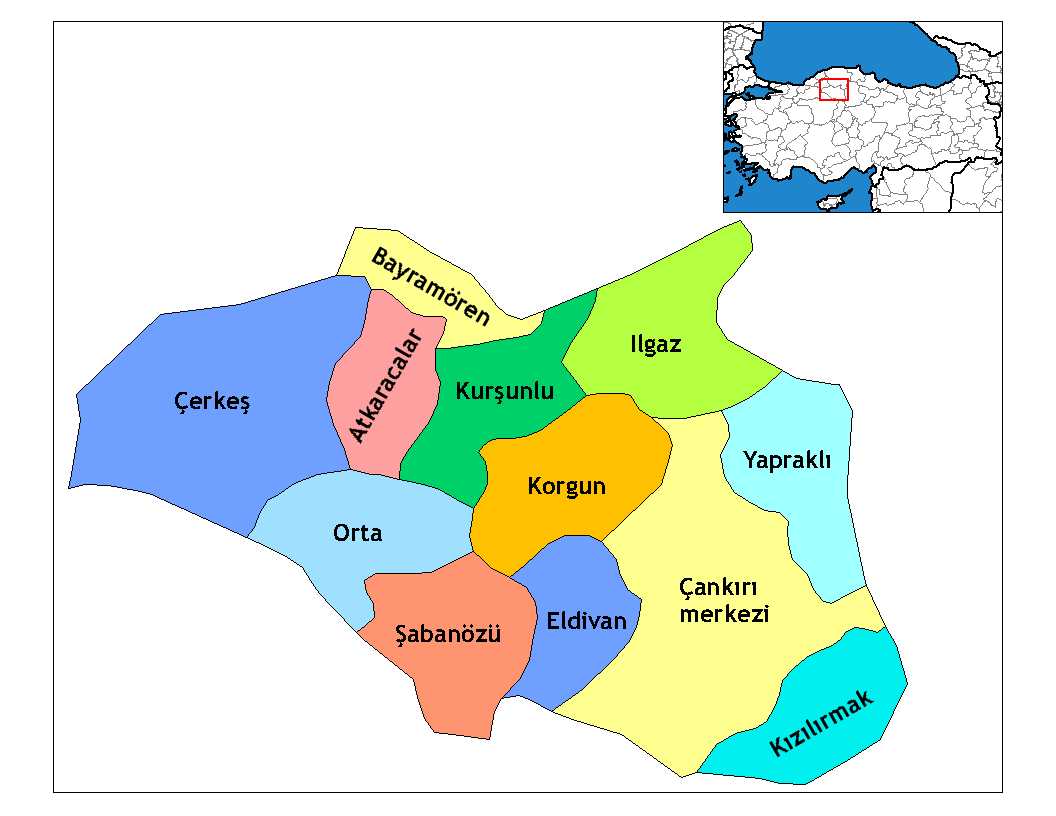
Členění Çankırské provincie na distrikty

Provincie Çankırı je tureckou provincií, nachází se v severní části Malé Asie. Rozloha provincie činí 8 441 km2, v roce 2000 zde žilo 270 355 obyvatel. Hlavním městem je Çankırı.

## Administrativní členění
Provincie Çankırı se administrativně člení na 12 distriktů:
- Çankırı
- Atkaracal
- Bayramören
- Çerkeş
- Eldivan
- Ilgaz
- Kızılırmak
- Korgun
- Kurşunlu
- Orta
- Şabanözü
- Yapraklı